# John Eustace Arthur Baldwin

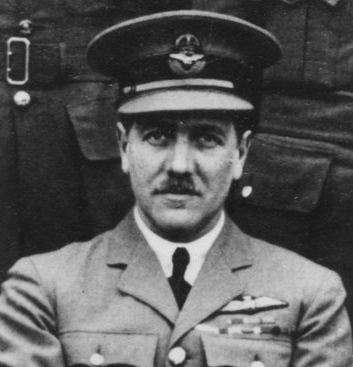
Wing Commander Jack Baldwin (1928)

Sir John „Jack“ Eustace Arthur Baldwin, KBE, CB, DSO, DL (* 13. April 1892 in Halifax, Yorkshire; † 28. Juli 1975 in Rutland) war ein britischer Offizier der Royal Air Force, der als Air Marshal 1942 kommissarischer Oberkommandierender des RAF Bomber Command sowie zuletzt zwischen 1943 und 1944 Kommandeur der RAF Third Tactical Air Force war.

## Leben

### Offiziersausbildung und Erster Weltkrieg
John Eustace Arthur Baldwin, Sohn von J. H. L. Baldwin, begann nach dem Besuch der renommierten Rugby School eine Offiziersausbildung an der Royal Military Academy Sandhurst wurde nach deren Abschluss am 9. September 1911 als Second Lieutenant in das Kavallerieregiment 8th King’s Royal Irish Hussars der British Army übernommen. Während  des Ersten Weltkrieges absolvierte er eine Pilotenausbildung und erhielt am 17. November 1914 das Flugzertifikat Nr. 971 des Royal Aero Club. Zwei Tage zuvor wurde er am 15. November 1914 zum temporären Lieutenant der 8th Hussars befördert und am 19. Februar 1915 zum Dienst als Flying Officer des Royal Flying Corps (RFC), der Heeresfliegertruppe der British Army und Vorgängerorganisation der Royal Air Force (RAF), abgestellt. Auf dem Militärflugplatz Farnborough Airfield bestand eine seiner Aufgaben darin, den von der Royal Aircraft Establishment (RAE) entwickelten zweisitzigen Doppeldecker Royal Aircraft Factory R.E.5 (RE5) zu testen. Sowohl er als auch sein Mitpilot legten dem Kommandeur des Royal Flying Corps, Hugh Montague Trenchard einen abfälligen Bericht über das Flugzeug vor, der gegen Trenchards eigene Ansichten verstieß und dazu führte, dass Baldwin von diesem zu einem Lehrgang an die Zentrale Flugschule CFS (Central Flying School) gesandt wurde, „um Manieren zu lernen“.
Am 7. Dezember 1915 wurde er als Flight Commander Kommandeur des Schwarms einer Staffel des RFC und dazu in den temporären Rang eines Captain befördert. Als solcher am 1. Januar 1916 erstmals im Kriegsbericht erwähnt (Mentioned in dispatches). Im Juni 1916 wurde er rückwirkend zum 2. Februar 1916 zum Lieutenant der 8th Hussars befördert. Am 12. Juni 1916 übernahm er als Squadron Commander die Aufgaben des Kommandeurs einer Staffel. Am 1. Juli 1916 wurde er daraufhin in den temporären Rang eines Major befördert; diese Beförderung wurde später auf den 12. Juni 1916 rückdatiert. Am 31. Dezember 1916 wurde er Kommandeur (Commanding Officer) des No. 55 Sqn RFC wurde. Am 24. September 1917 wurde er als Offizier des belgischen Kronenordens ausgezeichnet und am 11. Dezember 1917 abermals im Kriegsbericht erwähnt. Am 28. Dezember 1917 wurde er in den temporären Rang eines Lieutenant-Colonel befördert und erhielt als Wing Commander den Posten als Kommandeur des 41st Wing des Royal Flying Corps, aus dem am 1. April 1918 die Royal Air Force (RAF) hervorging. Er hatte diesen Posten bis zum 22. September 1918 inne. Am 11. März 1918 wurde er mit dem belgischen Kriegskreuz geehrt. Mit der Gründung der RAF wurde er am 1. April 1918 temporärer Lieutenant-Colonel und am 20. Mai 1918 erneut im Kriegsbericht erwähnt. Des Weiteren wurde ihm am 3. Juni 1918 als Companion des Distinguished Service Order (DSO) sowie ferner am 3. Juni 1919 als Officer des Order of the British Empire (OBE) ausgezeichnet.

### Zwischenkriegszeit
Nachdem „Jack“ Baldwin am 1. August 1919 als Squadron Leader als Berufssoldat (Permanent Commission) in die Royal Air Force übernommen wurde, gab er seinen Offiziersposten bei den 8th Hussars auf. Er war zwischen dem 1. Dezember 1919 und dem 22. August 1921 als Stabsoffizier im Lufftwaffendepot eingesetzt und wurde dort am 1. Juli 1921 zum Wing Commander befördert, woraufhin er am 22. August 1921 Stabsoffizier im Hauptquartier der No. 7 Group RAF wurde. Am 3. April 1922 gehörte er zu den Teilnehmern des ersten Stabslehrgangs am neu gegründeten Royal Air Force Staff College in Andover und wurde nach deren Abschluss am 4. April 1923 zunächst im Luftwaffendepot eingesetzt, ehe ins Hauptquartier der britischen Luftstreitkräfte im Mittleren Osten (RAF Middle East) wechselte. Dort war er zwischen dem 1. Juni 1923 und dem 22. September 1925 zunächst Personalstabsoffizier sowie im Anschluss vom 22. September 1925 bis zum 8. Dezember 1927 Stabsoffizier für Ausbildung war. Nachdem er zwischen dem 8. Dezember 1927 und dem 16. Januar 1928 mit Halbsold beurlaubt war, absolvierte er vom 16. Januar bis zum 17. Dezember 1928 einen Lehrgang am Imperial Defence College (IDC) in London. Anschließend war er zwischen dem 17. Dezember 1928 und dem 1. August 1931 Kommandant der Zentralen Flugschule CFS (Central Flying School) und wurde als solcher am 1. Juli 1929 zum Group Captain befördert.
Baldwin war zwischen dem 1. August 1931 und dem 1. Januar 1933 Luftwaffenadjutant (Air Aide-de-camp) von König Georg V. sowie zugleich vom 1. Januar 1932 bis Februar 1934 als Senior Air Staff Officer (SASO) Chef des Stabes im Hauptquartier des Jagdfliegerkommandos (Fighting Area). Als solcher wurde er am 2. Januar 1933 zum Air Commodore befördert sowie am 6. Februar 1933 kommissarischer Kommandeur AOC (Air Officer Commanding) der RAF Fighting Area. Im Januar 1934 wurde er Kommandeur der No 1 (Air Defence) Group RAF und behielt diesen Posten bis August 1935. Am 27. August 1935 wechselte er in den Luftwaffenstab und war dort bis zum 21. Dezember 1936 Leiter des Referats Personaldienste (Director of Personal Services). In dieser Funktion erfolgte am 1. Januar 1936 auch seine Beförderung zum Air Vice-Marshal. Als solcher wurde er am 21. Dezember 1936 Nachfolger von Air Vice-Marshal Henry Cave-Browne-Cave als Kommandant des Royal Air Force College in Cranwell und bekleidete diesen Posten bis zum 15. August 1939, woraufhin Air Commodore Douglas Harries seine dortige Nachfolge antrat. Zugleich war er zwischen dem 1. Dezember 1938 und dem 17. Juli 1939 auch Kommandeur der No. 21 (Training) Group RAF und wurde zugleich am 1. Dezember 1938 als Companion des Order of the Bath (CB) ausgezeichnet. Am 15. Januar 1939 schied er aus dem aktiven Militärdienst.

### Zweiter Weltkrieg und Nachkriegszeit
Bereits vierzehn Tage später wurde Jack Baldwin am 29. August 1939 kurz vor Ausbruch des Zweiten Weltkrieges wieder in den aktiven Militärdienst zurückberufen. Als Air Vice-Marshal übernahm er am 29. August 1939 den Posten als Kommandeur (Air Officer Commanding) der No. 3 Group RAF und hatte diesen bis zum 14. September 1942 inne. Er wurde am 1. Januar 1941 erneut im Kriegsbericht erwähnt und fungierte zwischen dem 9. Januar und dem 21. Februar 1942 zugleich auch als kommissarischer Oberkommandierender des Bomberkommandos (Acting Air Officer Commanding-in-Chief, RAF Bomber Command). 1952 wurde er zum Commander des Order of the British Empire (CBE) erhoben. Er war danach zwischen dem 9. Oktober 1942 und dem 16. November 1943 stellvertretender Oberkommandierender der Luftstreitkräfte in Britisch-Indien (Deputy Air Officer Commanding-in-Chief, India) und erhielt dazu den kommissarischen Rang eines Air Marshal. Am 1. Januar 1943 wurde er  als Knight Commander des Order of the British Empire (KBE) geadelt und führte seither das Prädikat „Sir“. Des Weiteren erhielt er am 12. Januar 1943 den Orden des Weißen Löwen der Tschechoslowakei sowie das Tschechoslowakische Kriegskreuz.
Nachdem Baldwin am 16. November 1943 zum Hauptquartier des Luftkommandos Südostasien ACSEA (Air Command South-East Asia) versetzt wurde, wurde er innerhalb dieses Luftkommandos am 19. Dezember 1943 Kommandeur der Taktischen Luftflotte Burma (Tactical Air Force (Burma)) beziehungsweise der daraus am 28. Dezember 1943 hervorgegangenen Dritten Taktischen Luftflotte (RAF Third Tactical Air Force). Für seine Verdienste wurde ihm am 8. September 1944 die US-amerikanische Air Medal verliehen. Drei Monate später schied er aus dem aktiven Militärdienst aus und wurde am 15. Dezember 1944 in den Ruhestand versetzt.
Am 6. November 1945 wurde Sir John „Jack“ Eustace Arthur Baldwin ein Deputy Lieutenant (DL) der Grafschaft Lincolnshire. Danach war er zwischen 1948 und 1955 Friedensrichter (Justice of the Peace) der Grafschaft Rutland sowie zugleich vom 1. Januar 1948 bis 1958 Colonel of the Regiment der 8th King’s Royal Irish Hussars, des Regiments in dem fast vierzig Jahre zuvor seine militärische Laufbahn begann. Daneben war er vom 13. Januar 1951 bis zum 12. Januar 1961 Honorary Air Commodore der zur Royal Auxiliary Air Force gehörenden No. 3506 (County of Northampton) Fighter Control Unit. Darüber hinaus wurde er am 27. Juni 1952 erst Officer des Order of Saint John (OStJ) sowie am 5. Juli 1955 Commander des Order of Saint John (CStJ). 1955 wurde er zudem High Sheriff der Grafschaft Rutland und fungierte ferner zwischen 1959 und 1960 als Deputy Colonel der 8th King’s Royal Irish Hussars. Zuletzt wurde er am 3. Juli 1962 auch Knight of Justice des Order of Saint John (KStJ).